# Xã Erie, Quận Sedgwick, Kansas
Xã Erie (tiếng Anh: Erie Township) là một xã thuộc quận Sedgwick, tiểu bang Kansas, Hoa Kỳ. Năm 2010, dân số của xã này là 100 người.